# خولیان چیسکو
خولیان چیسکو (اسپانیایی: Julián Chicco‎؛ زادهٔ ۱۳ ژانویهٔ ۱۹۹۸) بازیکن فوتبال اهل آرژانتین است.

## باشگاهی
از باشگاه‌هایی که در آن بازی کرده‌است می‌توان به باشگاه فوتبال بوکا جونیورز اشاره کرد.